# Desert Rose
Desert Rose je píseň, jejímž spoluautory jsou britský hudebník Sting a alžírský písničkář Cheb Rabah (Rabah Zarradine) a v níž účinkuje alžírský zpěvák raí Cheb Mami, ze Stingova šestého sólového studiového alba Brand New Day (1999). Podle Stinga se text písně týká "ztracené lásky a touhy." Na vlně zájmu o latinskoamerickou a arabskou kulturu před 11. zářím 2001 se „Desert Rose“ dostala na 2. místo v Kanadě, 3. místo ve Švýcarsku, 4. místo v Itálii, 15. místo ve Spojeném království a 17. místo ve Spojených státech.

## Pozadí
V roce 1998 Sting poslouchal jedno z alb Cheb Mami, což ho přimělo vidět Mamiho živé vystoupení v Bercy s Khaledem, Rachidem Tahou a Stevem Hillagem. Po zážitku z koncertu Sting napsal instrumentaci k písni „Desert Rose“, která později určila směr textu. poté požádal Mamiho, aby nad jeho melodií zaimprovizoval několik arabských slov. Mami se vrátil s textem v arabském písmu pro rajský zpěv písně, který rozvinul, aniž by věděl, co Sting napsal za text. Sting nebyl schopen porozumět tomu, co Mami zpíval, a tak se zeptal na obsah textu. Mami mu vysvětlil, že jeho text je o touze, což se také shodovalo s textem, který vytvořil Sting.